# Rádžkot
Rádžkot (gudžarátsky રાજકોટ) je město v Indii. Přesněji v Gudžarátu, jednom z indických svazových států. Leží ve vnitrozemí Káthijávárského poloostrova a k roku 2011 měl bezmála 1,3 miliónu obyvatel, čímž byl čtvrtým nejlidnatějším gudžarátským městem po Ahmadábádu, Suratu a Vadodará.
V letech 1620–1948 byl Rádžkot hlavním městem knížecího státu stejného jména.